# ويندي لاري
ويندي لاري (بالإنجليزية: Wendy Larry)‏ هي مدربة كرة سلة أمريكية، ولدت في 25 مارس 1955 في بلومنغدال في الولايات المتحدة.